# Omiodes pseudocuniculalis
Omiodes pseudocuniculalis is een vlinder uit de familie van de grasmotten (Crambidae). De wetenschappelijke naam van deze soort is voor het eerst voorgesteld door Maria Alma Solis en Patricia Gentili in een publicatie uit 2000.
De soort komt voor in Ecuador.